# Stella di Sneden
BPS CS22892-0052, chiamata anche stella di Sneden, è una vecchia stella di popolazione II appartenente all'alone galattico e distante 4,7 kpc dal Sole. Appartiene alla classe delle stelle estremamente povere di metalli ([Fe/H]=−3,1). Un altro motivo di interesse è che i metalli che essa possiede derivano dal processo-r avvenuto all'interno di una supernova che ha poi contaminato il mezzo interstellare da cui la stella di Sneden è nata. Fu scoperta nel 1992 da Tim C. Beers e colleghi utilizzando il telescopio Schmidt dell'Osservatorio di Cerro Tololo in Cile. Nel 1995 fu intensamente studiata da Chris Sneden e colleghi, che determinarono le abbondanze di 53 elementi chimici nella stella. Fino al dicembre 2005 fu la seconda stella dopo il Sole le cui abbondanze chimiche erano maggiormente note.
Dal bario (Z=56) in su, gli elementi mostrano la tipica distribuzione derivante dal processo-r, simile a quella che è riscontrabile anche nel sistema solare. Raffrontando l'abbondanza di un elemento stabile come l'europio (Z=63) e uno radioattivo come il torio (Z=90), è possibile calcolare l'età della stella, data una teoria delle abbondanze di elementi chimici prodotti dal processo-r nelle supernovae come quella di Karl-Ludwig Kratz e Friedrich-Karl Thielemann. È risultata una età compresa fra 12 e 16 miliardi di anni, il che fa della stella di Sneden una delle più vecchie conosciute.